# El vendido
El vendido es una novela de 2015 de Paul Beatty publicada por Farrar, Straus y Giroux en los Estados Unidos,  y en el Reino Unido por Oneworld Publications en 2016. La novela se desarrolla en Los Ángeles, California y sus alrededores, y reflexiona sobre el estado de las relaciones raciales en los Estados Unidos.   En octubre de 2016 ganó el Premio Booker, convirtiendo a Beatty en el primer escritor estadounidense en ganar ese premio.  

## Antecedentes
Publicado en 2015, El vendido explora la identidad racial en los Estados Unidos y los efectos históricos generalizados del racismo. Otras obras notables de Beatty incluyen The White Boy Shuffle, Tuff y Slumberland .  Beatty ha declarado que su motivación para escribir la novela fue que "estaba arruinado".  Aunque El vendido no se escribió en respuesta a ningún evento específico, la novela se publicó durante una época de ajuste de cuentas racial en torno a múltiples casos de brutalidad policial y los desórdenes en Ferguson de 2014 . 

## Trama
El narrador y la mayoría de los personajes son afroamericanos en una zona agrícola urbana en la ciudad ficticia de Dickens, California. La historia comienza con el narrador (al que se hace referencia como "yo" o "Bonbon") siendo juzgado ante la Corte Suprema por crímenes relacionados con su intento de restaurar la esclavitud y la segregación en su ciudad natal de Dickens, un "gueto agrario" en las afueras. de Los Ángeles, California.   Sentado ante el tribunal, Bonbon comienza a reflexionar sobre lo que condujo a este momento y relata su educación. Bonbon tenía una relación frágil con su padre, un sociólogo poco ortodoxo que le realizó numerosos experimentos sociales traumáticos cuando era niño y tenía grandes expectativas de que Bonbon se convirtiera en un líder comunitario respetado en Dickens.  Unos años antes del caso de la Corte Suprema, el padre de Bonbon fue muerto por la policía, después de lo cual Bonbon lucha por encontrar su identidad y un propósito en la vida.  Al principio, Bonbon se contenta con retirarse de la comunidad y continuar con sus esfuerzos agrícolas de cultivar sandías artesanales y marihuana. 
Un día, sin embargo, la ciudad de Dickens desaparece espontáneamente del mapa y deja de estar incorporada, un cambio que Bonbon atribuye a la indeseable demografía socioeconómica y racial de ella.  Bonbon se propone restaurar la existencia de Dickens por todos los medios posibles.  Bonbon solicita la ayuda de Hominy Jenkins, un anciano y ex niño actor, para pintar provocativas señales de tráfico y líneas fronterizas que llamen la atención sobre la existencia de Dickens.  Después de que esos intentos son infructuosos, Bonbon da un paso más e intenta reinstituir tanto la esclavitud como la segregación en Dickens y recuperar lo que él cree que es una estructura de poder unificadora en la ciudad. Primero intenta volver a segregar un autobús público conducido por su exnovia colocando "letreros de sólo blancos" en la parte delantera del autobús. Más tarde intenta abrir una escuela exclusivamente para blancos junto a la escuela secundaria local.  Mientras tanto, Hominy se ofrece a convertirse en esclavo de Bonbon, a lo que Bonbon finalmente acepta reaciamente. A medida que lo absurdo de las acciones de Bonbon se hace notar a mayor escala, Hominy provoca un gran accidente que finalmente conduce el caso de la Corte Suprema. 

## Género
El vendido es una novela satírica ficticia sobre las relaciones raciales en los EE. UU.  Beatty utiliza estereotipos y parodias a lo largo de la historia para inyectar comentarios sociales.  Las otras obras de Beatty también son en su mayoría humorísticas, pero Beatty ha afirmado que no se considera un autor satírico. 
Muchos han visto El vendido como una crítica a la idea de que la sociedad estadounidense es posracial.  Según el estudioso de la literatura Henry Ivry, los recursos satíricos utilizados a lo largo del libro llaman la atención sobre los problemas actuales del racismo sistémico y se burlan de los enfoques convencionales que la sociedad estadounidense ha adoptado para remediarlos.  De manera similar, el profesor de la Universidad de Albany, Steven Delmagori, señala que la comedia mordaz de la novela establece el privilegio de los blancos como una cuestión central que enfrenta la sociedad estadounidense, pero Beatty simultáneamente se burla de la visión excesivamente individualista que ha dominado el discurso en torno al privilegio de los blancos.  Otra académica, Judit Friedrich, considera que los escritos de Beatty pueden parecer tabú al principio, pero su tratamiento frívolo de cuestiones raciales graves -desde la segregación hasta la desigualdad económica- pone de manifiesto la falta de voluntad de la sociedad para discutir y abordar sustancialmente estas cuestiones. 

## Recepción
La novela fue bien recibida por los críticos, que elogiaron su humor, su contenido aparentemente satírico y su rico comentario social.    En The Guardian, Elisabeth Donnelly lo describió como "una obra magistral que establece a Beatty como el escritor más divertido de Estados Unidos",  mientras que el crítico Reni Eddo-Lodge lo llamó un "torbellino de sátira", y continuó diciendo: "Todo "La trama ' El vendido es contradictoria. Los dispositivos son lo suficientemente reales como para ser creíbles, pero lo suficientemente surrealistas como para levantar las cejas".  El HuffPost concluyó: " El vendido es una sátira hilarante y llena de cultura pop sobre la raza en Estados Unidos. Beatty escribe enérgicamente, brindando información tan a menudo como provoca risas".  En Literary Review, Jude Cook describió al narrador de Beatty, Yo, como irresistible, "una voz moderna, irreverente, salada y sobre todo militante", cuyas "declamaciones absurdas y carnavalescas desmienten el penetrante análisis social que hay debajo". 
La historiadora Amanda Foreman, presidenta del jurado del premio Man Booker, dijo:
" El vendido es uno de esos raros libros que es capaz de tomar la sátira, que es en sí misma un tema muy difícil y no siempre bien hecho, y se sumerge en el corazón de la sociedad estadounidense contemporánea y, con un ingenio absolutamente salvaje, de un tipo que no he visto desde Swift o Twain, ambos logran destripar cada tabú social y cada vaca sagrada políticamente correcta y matizada, y mientras ambos nos hacen reír, nos hacen estremecer. Es divertido y doloroso al mismo tiempo y es realmente una novela de nuestros tiempos." 
Beatty ha indicado su sorpresa de que los críticos se refieran a la novela como cómica, indicando su creencia de que discutir los aspectos cómicos de la novela evita que los críticos tengan que discutir sus temas más serios. 

### Premios y honores
- 2016 Premio del Círculo Nacional de Críticos de Libros (Ficción), ganador. [29]
- Premio Booker 2016, ganador. [30]

El vendido fue el primer libro estadounidense en ganar el prestigioso premio Booker, un premio tradicionalmente reservado a la literatura en lengua inglesa no estadounidense. El concurso comenzó a consider la literatura estadounidense en 2002. 